# 2624 Самітчелл
2624 Самітчелл (2624 Samitchell) — астероїд головного поясу, відкритий 7 вересня 1962 року.
Тіссеранів параметр щодо Юпітера — 3,047.
Названо на честь канадського астронома Самуеля Альфреда Мітчелла, англ. Samuel Alfred Mitchell, (1874—1960).